# たくわん (漫画家)
たくわん（2月17日 - ）は、日本の漫画家。

## 人物
ツイッターでは「質問箱」を積極的に設け、答えることができる範囲のプライベートや作品の裏設定や裏事情などを辻褄のあうように教えていることが多い。

## 作品リスト
- 三姉妹ShowTime-もし俺が10年前の姿で青春犯り直せたら-
- H・ERO-性の教室-
- た〜妊ぐぽいんと☆ もし俺が15年前から人生犯り直せたら
- ぱこたて！ 性交率0％の鉄壁美処女VS性交率100％の変態家庭教師
- 妹べろちゅーセックスみんな発情期!（2019年7月5日[1]）